# Нікколо Нікколі
Нікколо́ Ні́кколі (італ. Niccolò Nìccoli, близько 1365 — 3 лютого 1437) — флорентійський гуманіст епохи Раннього відродження, бібліофіл. Нікколі вважають винахідником рукописного курсиву, що був взятий за основу друкованого шрифту Мануція Альда. Користуючись величезним авторитетом і популярністю у сучасників, Нікколі практично не залишив сліду в інтелектуальній спадщині епохи.

## Біографія

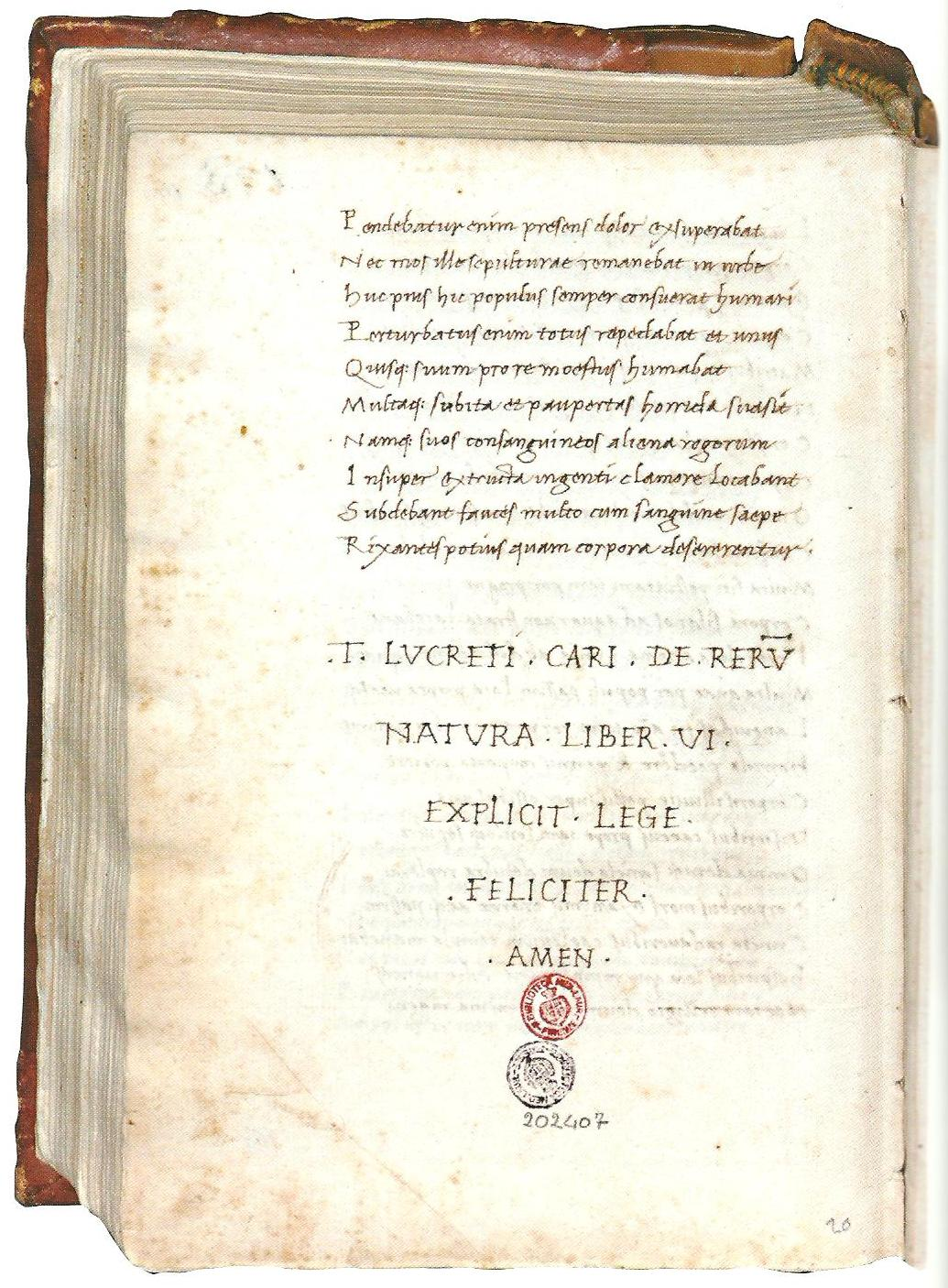
Рукопис поеми «Про природу речей» Лукреція, каліграфічно переписаний Нікколо Нікколі 1417 року. Остання сторінка та колофон. Флоренція, Бібліотека Лауренціана

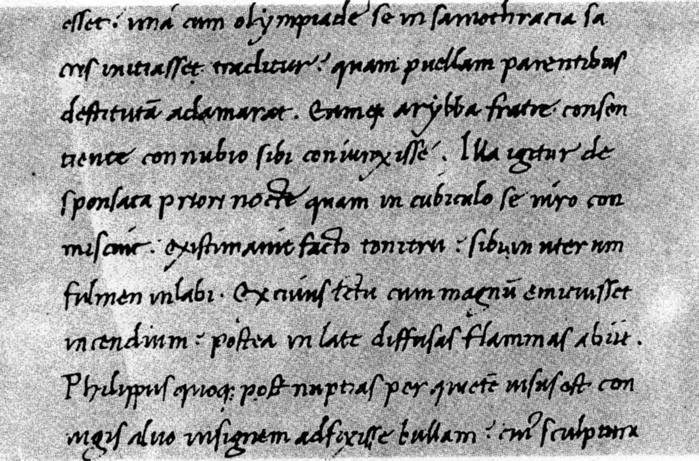
Гуманістичний курсив: почерк Нікколо Нікколі

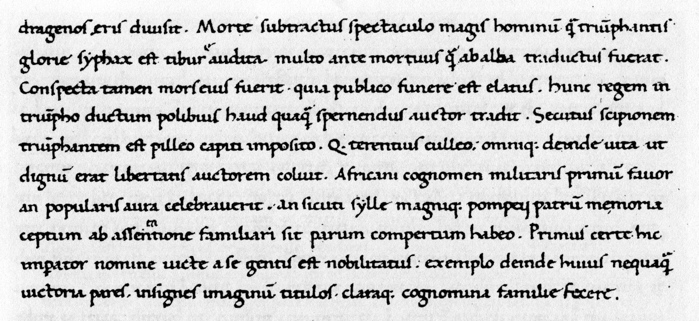
Гуманістичний мінускул: почерк Поджо Браччоліні

Нікколо Нікколі народився у Флоренції близько 1365 року, що було вирахувано з кадастрових даних 1430 року, де вказано вік — 65 років. Нікколо був первістком купця Бартоломео Нікколі, який походив з Пістої. В родині було п'ятеро дітей — всі сини. Батько перебував у цеху майстрів вовни, з синів, крім Нікколо, «вийшов у люди» третій — Якопо, — який здобув докторський ступінь з права й став послом Флорентійської республіки в Болоньї та в Арагоні.
Відомостей про освіту Нікколо Нікколі немає. Можливо, він навчався у Луїджі Марсіллі, який 1382 року переїхав до Флоренції з Парижа, й заснував академію в тому ж кварталі, де жили Нікколі. Історики припускають, що він навчався й у Колюччо Салютаті. Відомо, що близько 1397 року Нікколі вивчав у Флоренції грецьку мову, раніше він подорожував Італією й побував у Падуї. У ці ж роки він захопився збиранням античних рукописів та започаткував власну бібліотеку, багато рукописів з якої переписував сам. Нікколо Нікколі не мав матеріальних труднощів, оскільки був успішним комерсантом. Втім, деякі сучасники: як, наприклад, Бістіччі, стверджували, що, мовляв, як тільки помер батько, Нікколо більш не займався торгівлею.
Близько 1400 року Нікколо Нікколі увійшов до складу гуртка книжників, в якому перебували Поджо Браччоліні, Якопо Анджело, Леонардо Бруні, Роберто Россі. Їхнім головним заняттям було вивчення та коментування античних класиків, пошуки давніх рукописів. Нікколі належав один з найважливіших рукописів Тацита — «Медицейський II», — який він придбав 1427 року, ймовірно, не цілком законним шляхом . Коштом Нікколі були запрошені Джованні Ауріспа та Мануїл Хрисолор. Нікколі також придбав та каталогізував приватну бібліотеку Джованні Боккаччо. Учнем Нікколі був знаменитий географ Кристофоро Буондельмонті. Покровителем цього гуртка, з якого згодом виникла Платонівська Академія, був Козімо Медічі. Його порівнювали з Августом, а Нікколі — з Меценатом.
Більшу частину життя Нікколо Нікколі провів у Флоренції й лише 1424 року вперше відвідав Рим, де був вражений численними старожитностями. 1426 року він здійснив другу поїздку. Через епідемію чуми 1430 року здійснив поїздку до Верони й Ріміні, а трохи пізніше — до Венеції.
Помер 1437 року й був похований в церкві Святого Духа. 1471 року внаслідок пожежі його гробниця була втрачена. За заповітом, виконувачами його духівниці було призначено 16 осіб, зокрема Поджо Браччоліні та Козімо Медічі. Свою бібліотеку, в якій налічувалося до 800 давніх рукописів (з них понад 100 грецьких) і яка вважалася тоді найбільшою у Флоренції, Нікколі заповів домініканському монастирю Сан-Марко.

## Внесок у розвиток латинського шрифту
Нікколо Нікколі зробив чималий внесок у розвиток латинського шрифту. Завдяки своєму великому досвіду зі швидкого каліграфічного копіювання античних рукописів, які були переважно написані каролінзьким мінускулом, він розробив новий шрифт (перша згадка про який відноситься до 1423 року). В історію шрифтів цей шрифт увійшов під назвою «гуманістичний курсив» (англ. italic, фр. italique).
Цей шрифт вирізнявся швидкістю написання та чіткістю. Нахилені малі літери гуманістичного курсиву були своєрідним синтезом італійського варіанту готичного курсиву (курренту) та гуманістичного мінускулу. Літери писалися не окремими штрихами, а не відриваючи пера, й часто були поєднані між собою. Великі літери мали пряме написання й були запозичені з римського шрифту Capitalis monumentalis.
Нікколо Нікколі своїм шрифтом створив своєрідний архетип латинського письмового шрифту. Його курсив запозичили багато вчених гуманістів та митців. Значний внесок у поширення шрифту Нікколі зіграв Помпоній Лет. Водночас шрифт Нікколі став основою для розвитку перших друкованих курсивних шрифтів. Близько 1500 року такий шрифт вирізав Франческо Гриффо й 1501 року його використав для друкування своїх книжок у Венеції Мануцій Альд. Курсив, використаний Альдом, став прототипом усіх курсивних шрифтів, які відрізняються від нього лише незначними деталями.

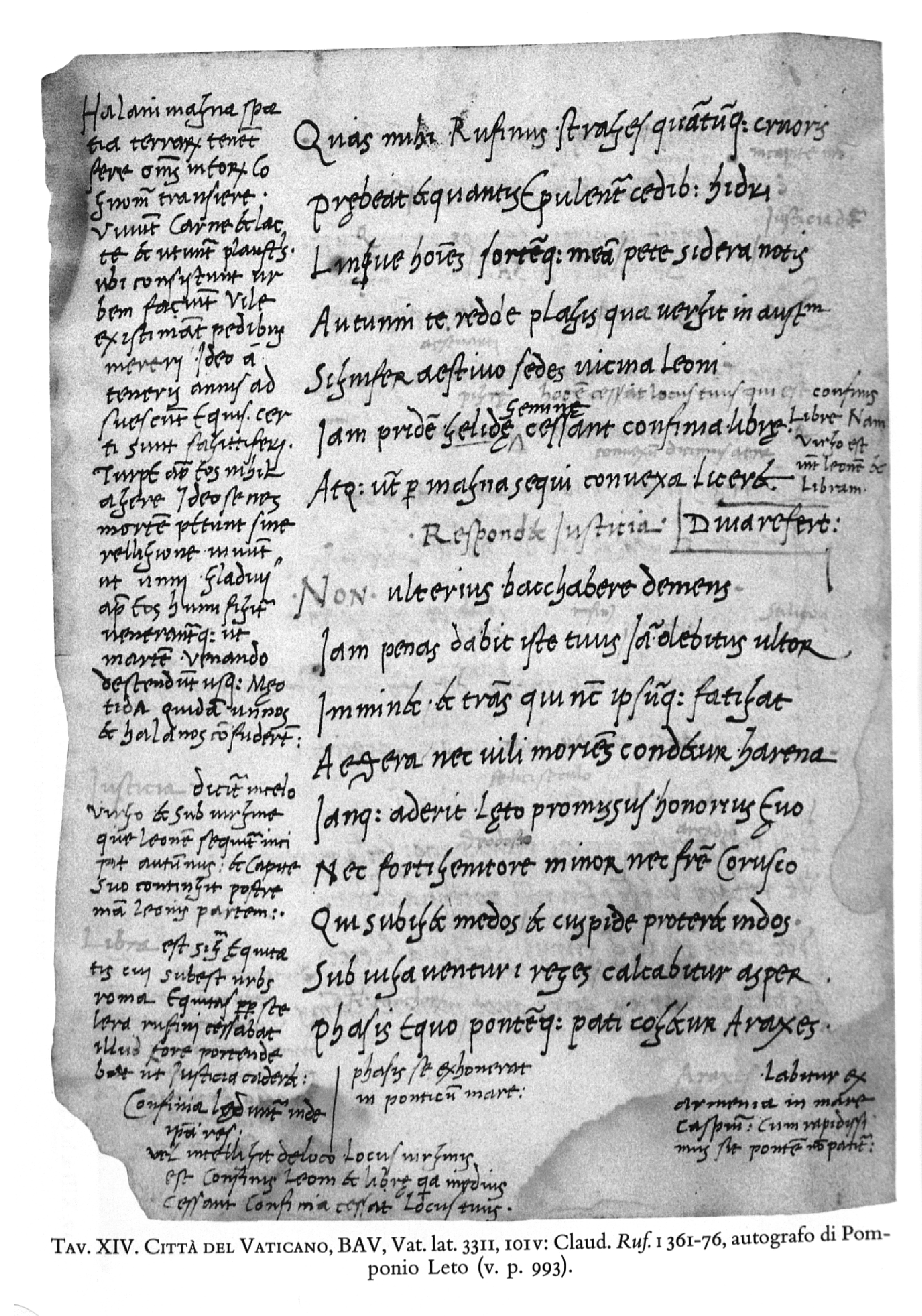
Рукописний шрифт Помпонія Лета.
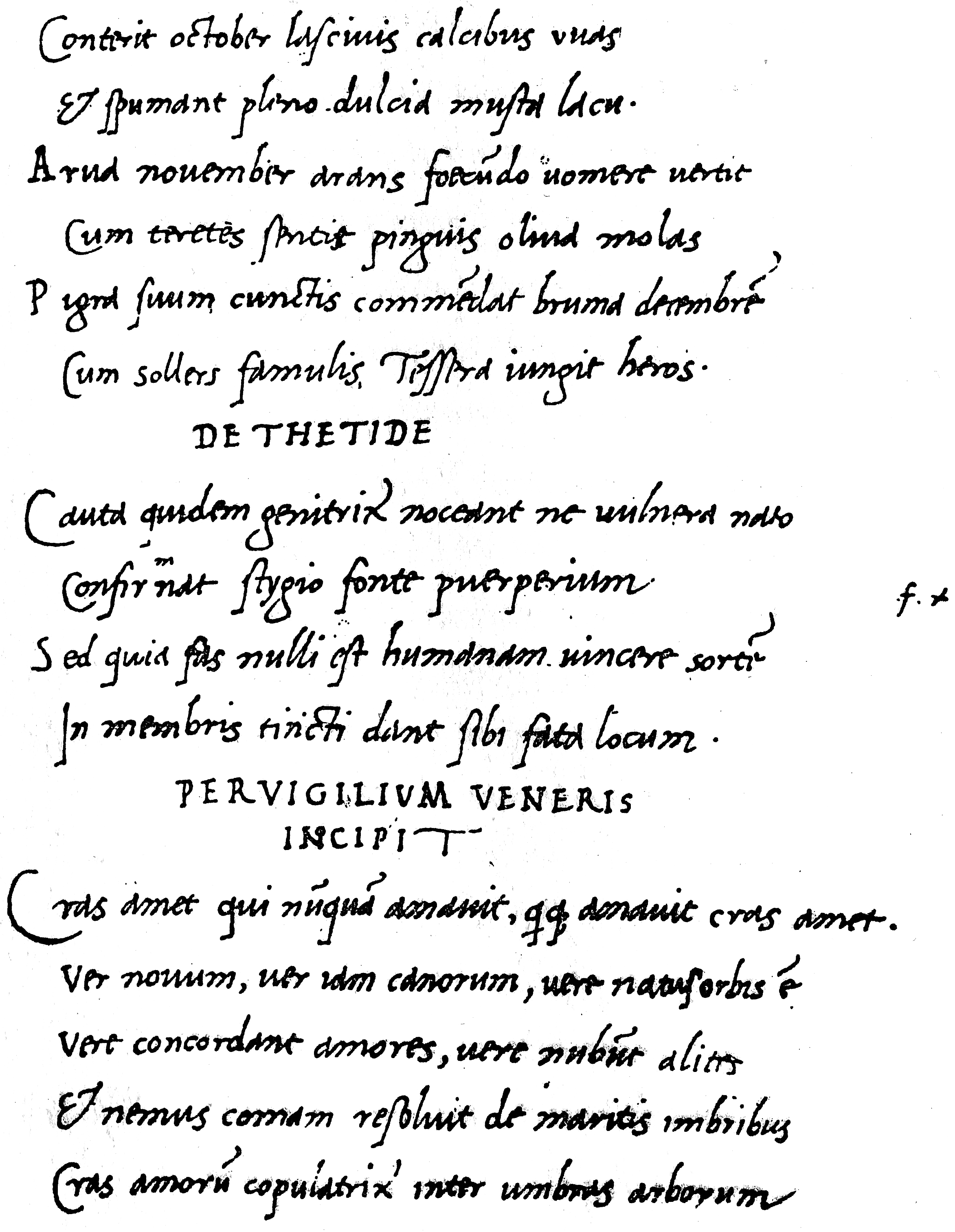
Рукописний шрифт поета Джакопо Саннацаро.
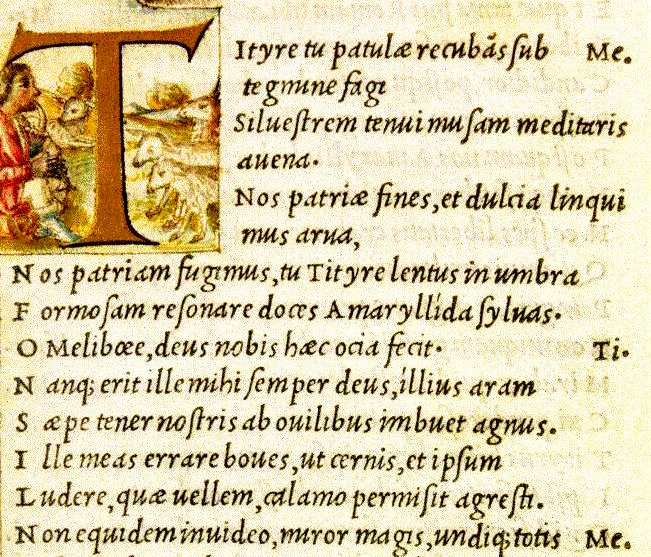
Перший курсивний шрифт Мануція Альда (1501)
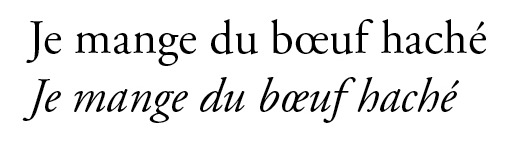
Шрифти антиква та курсив-антиква Клода Гарамона.